# NGC 7357
NGC 7357 este o galaxie spirală situată în constelația Pegas. A fost descoperită în 26 septembrie 1883 de către Édouard Stephan⁠(d). Se află la o distanță de 105,68 megaparseci de Pământ.